# György Horváth (sztangista)
György Horváth (ur. 21 grudnia 1943 w Budapeszcie, zm. 17 października 1988 tamże) – węgierski sztangista, brązowy medalista olimpijski i dwukrotny medalista mistrzostw świata.

## Kariera
Pierwszy sukces w karierze osiągnął w 1970 roku, kiedy zdobył srebrny medal w wadze lekkociężkiej podczas mistrzostw Europy w Szombathely. Na rozgrywanych rok później mistrzostwach świata w Limie zajął trzecie miejsce, przegrywając tylko z Borisem Pawłowem z ZSRR i Finem Kaarlo Kangasniemim. Trzecie miejsce zajął również na igrzyskach olimpijskich w Monachium w 1972 roku, tym razem ulegając Leifowi Jenssenowi z Norwegii i Polakowi Norbertowi Ozimkowi. Zdobył jednocześnie brązowy medal mistrzostw świata. Był to jego jedyny występ olimpijski. Zdobył również srebrny medal na mistrzostwach Europy w Sofii.